# Saison 2008 des Brewers de Milwaukee
La Saison 2008 des Brewers de Milwaukee est la 40e saison en Ligue majeure pour cette franchise. Pour la première fois depuis 26 ans (1982), les Brewers se qualifient pour les séries éliminatoires.

## La saison régulière

### Classement
| Ligue nationale (Division Centrale) | V  | D  | %     | GB   |
| ----------------------------------- | -- | -- | ----- | ---- |
| Cubs de Chicago                     | 97 | 64 | 0.602 | --   |
| Brewers de Milwaukee                | 90 | 72 | 0.556 | 7.5  |
| Astros de Houston                   | 86 | 75 | 0.534 | 11.0 |
| Cardinals de Saint-Louis            | 86 | 76 | 0.531 | 11.5 |
| Reds de Cincinnati                  | 74 | 88 | 0.457 | 23.5 |
| Pirates de Pittsburgh               | 67 | 95 | 0.414 | 30.5 |

## Séries éliminatoires

### Série de division
| # | Date        | Adversaire | Score | Vic.    | Déf.     | Sauv.  | Affluence | Bilan |
| - | ----------- | ---------- | ----- | ------- | -------- | ------ | --------- | ----- |
| 1 | 1er octobre | @ Phillies | 1 - 3 | Hamels  | Gallardo | Lidge  | 45 929    | 0-1   |
| 2 | 2 octobre   | @ Phillies | 2 - 5 | Myers   | Sabathia | Lidge  | 46 208    | 0-2   |
| 3 | 4 octobre   | Phillies   | 1 - 4 | Bush    | Moyer    | Torres | 43 992    | 1-2   |
| 4 | 5 octobre   | Phillies   | 3 - 2 | Blanton | Suppan   |        | 43 924    | 1-3   |

## Statistiques individuelles

### Batteurs
Note: J = matches joués, AB = passage au bâton, H = coup sûr, Avg. = moyenne au bâton, HR = coup de circuit, RBI = point produit
| Joueur | J | AB | H | Avg. | HR | RBI |
| ------ | - | -- | - | ---- | -- | --- |

### Lanceurs partants
Note: J = matches joués, IP = manches lancées, V = victoires, D = défaites, ERA = moyenne de points mérités, SO = retraits sur prises
| Joueur | J | IP | V | D | ERA | SO |
| ------ | - | -- | - | - | --- | -- |

### Lanceurs de relève
Note: J = matches joués, SV = sauvetages, V = victoires, D = défaites, ERA = moyenne de points mérités, SO = retraits sur prises
| Joueur | J | SV | V | D | ERA | SO |
| ------ | - | -- | - | - | --- | -- |